# Sterlingsølv
 For alternative betydninger, se Sterling. (Se også artikler, som begynder med Sterling)
Sterlingsølv er en legering af sølv med en finhed på 925, dvs. at det indeholder 92,5% rent sølv og 7,5% andre metaller (som regel kobber). Det smelter ved 893 grader celsius. Det er lavere end for rent sølv og rent kobber, og legeringens styrke øgets.
Ud over kobber tilsættes også germanium, zink og platin - og silicium og bor, der kan tilføje kvaliteter til det endelige produkt.

## Kvalitetsmærkning
Produkter af sterlingsølv stemples med kvalitets- og produktionsmærker, der er hamret ind i sølvet inden polering.
Hvert land har dets egne mærker. Fx et stempel med tallet 925 (925s) og mærker, der angiver produktionsår og produktionsvirksomhed. De store britiske sølvsmedevirksomheder anvender en løve som tegn på kvaliteten og andre symboler for produktionsår og -sted.